# Abiron
Abiron ou Abiram est un personnage biblique. Son nom est écrit Aviram dans le texte hébreu massorétique de la Bible, et Abiron dans le texte grec de la Septante.  Abiram est un membre de la tribu de Ruben séditieux qui se révolte, avec Coré et Dathan, contre Moïse et Aaron. Il est englouti par la terre avec ses complices (Nombres 16,1-40). Le sort de Dathan et Abiram est aussi évoqué dans le psaume 106.
La tradition juive identifie Dathan et Abiram aux deux Hébreux qui se querellent au début du livre de l'Exode (Exode 2,13).
Selon la critique moderne, les révoltes de Coré d'une part, et de Dathan et Abiram d'autre part appartenaient à l'origine à deux traditions distinctes. La révolte de Coré conteste les droits des prêtres de la lignée d'Aaron, alors que la révolte d'Abiram s'oppose à la gouvernance exercée par Moïse.

## Postérité
En 1481, le peintre italien Sandro Botticelli exécute une peinture murale qui orne la chapelle Sixtine et intitulé « Le Châtiment de Coré, de Dathan et Abiron ».